# Gas Bijoux
 (mai 2021).
Si vous disposez d'ouvrages ou d'articles de référence ou si vous connaissez des sites web de qualité traitant du thème abordé ici, merci de compléter l'article en donnant les références utiles à sa vérifiabilité et en les liant à la section « Notes et références ».
Gas Bijoux est une entreprise française de bijoux fantaisie créée en 1969 et gérée par son fondateur André Gas et de ses deux enfants Marie et Olivier. Ses créations sont fabriquées à la main par 80 artisans dans l’atelier historique de Marseille. En plus de ses boutiques de Paris, Marseille, Saint-Tropez, Lyon, Toulouse, New York, Milan, Tokyo ou Tel Aviv, Gas Bijoux est aujourd’hui présent dans plus de 25 pays à travers le monde.

## Historique
L’histoire de Gas Bijoux est liée à celle d’une famille. En 1969, André Gas, jeune artiste marseillais sorti major de l'École nationale supérieure des beaux-arts dans la section gravure[réf. nécessaire], arpentait les plages de Saint-Tropez pour y vendre les bijoux porte-bonheur qu’il fabriquait lui-même. La chaîne de grands magasins « Aux Dames de France » le remarque et contribue au développement de la marque en distribuant les premières collections. En 1971, Gas Bijoux ouvre sa première boutique à Saint-Tropez, place de la Garonne.
En 1999, André Gas, après avoir ouvert en 1993 sa première boutique parisienne rue Étienne Marcel, est rejoint dans l’aventure par ses deux enfants, Marie et Olivier. Olivier Gas, aujourd’hui président directeur général de la marque, donne à l’entreprise une dimension internationale en comptant aujourd’hui plus de 300 revendeurs à l'export. Marie Gas est chargée de la direction artistique, de la création des bijoux à la mise en scène des boutiques, en passant par l’esthétique des campagnes de publicité. Elle transmet régulièrement à l’atelier ses envies de couleurs, des idées de formes et des alliances de matières.
En 2006, la marque explore d’autres territoires et lance son premier parfum, Ensoleille moi (qui sera éditée dix ans plus tard dans une version Eau de Parfum) ainsi que des bougies parfumées. Il sera ensuite relifté dix ans après dans un nouveau flacon.
En 2011, pour son savoir-faire dans la fabrication de bijoux la maison Gas Bijoux été élevée au rang d'Entreprise du patrimoine vivant. Un label qui lui été reconduit en 2016.
Cette maitrise globale de la fabrication de bijoux a permis à la marque de collaborer avec plusieurs maisons comme dernièrement Repetto, en habillant les ballerines de la marque de charms Gas Bijoux, Leonor Greyl ou Ancient Greek Sandals.[réf. nécessaire]

### Déploiement à l’international
Les créations Gas Bijoux sont distribuées dans ses boutiques de Paris (elle en compte 4), Saint-Tropez, Marseille, Lyon, Toulouse Milan, New York et Tokyo, ainsi qu’à travers un réseau de plus de 500 grands magasins et points de vente à travers le monde. En Europe, où la marque compte la plupart de ses points de vente, comme Le Bon Génie en Suisse, Coin en Italie, Steffl en Autriche. Le développement se fait aussi aux États-Unis avec des enseignes comme Berdgorf Goodman à New-York et Neiman Marcus à Los Angeles ainsi que dans de nombreux magasins Nordstrom.  Gas Bijoux commercialise aussi ses bijoux en Asie, en premier lieu au Japon, avec les grands magasins Takashiyama et Isetan à Tokyo où la marque possède un corner permanent, mais aussi à Hong Kong et Singapour dans les boutiques Rue Madame.
Lors de l'inauguration du hall ultramoderne Ginza 6, Gas Bijoux a pu présenter ses collections dans un corner pop up.

### L’atelier et le savoir-faire
Gas Bijoux fabrique la majorité de ses créations dans son atelier des hauteurs de Marseille, grâce à un savoir-faire artisanal particulier. 
Après l’impulsion créative lancée par André Gas et selon un processus précis, les pièces sont découpées, assemblées, polies, martelées, brossées, enfilées, emballées, émaillées et travaillées à la main par 80 experts. Une simple créole argentée nécessite par exemple 13 différentes opérations. 
La maison voue un respect tout particulier au geste précis et au souci du détail, et encourage également l’intuition de ses artisans qui renouvellent sans cesse le style Gas Bijoux. Il est fréquent, par exemple, que l’atelier crée un bijou en série très limitée, dont la production s’arrêtera quand la matière sera épuisée. Cela permet donc à la marque de proposer à ses points de vente ou sur son eshop des créations que l’on ne verra pas ailleurs. Elle revendique comme doctrine : être unique, pour créer l’unique.

### Les bijoux signature
Si Gas propose tout au long de l’année de nouvelles pièces, sans suivre le rythme traditionnel des saisons, certains bijoux perdurent à travers les années. Le bracelet « Massaï », par exemple, est un jonc sur lequel s’enroule des fils de coton, chainettes ou peaux exotiques comme le python et le galuchat. Dans la collection des Serti, des pierres fines rapportées de Jaipur se greffent aux classiques de la maison Gas Bijoux. Sur les boucles d’oreilles Gaïa, des plumes naturelles de coqs, oies et faisans se mêlent. Enfin, le Scaramouche, un petit scarabée porte-bonheur en métal émaillé coloré à la main, se retrouve sur des bracelets, bagues ou boucles d’oreilles. Toutes ces créations sont fabriquées par des techniques propres à l’atelier de Marseille.